# 道の駅萩往還
道の駅萩往還（みちのえき はぎおうかん）は、山口県萩市にある主要地方道萩秋芳線の道の駅である。

## 沿革
1993年（平成5年）4月22日に道の駅第1回登録の103箇所に選ばれ、「道の駅萩往環公園」（みちのえき はぎおうかんこうえん）としてオープンした。
2010年2月17日から萩有料道路の無料化に伴う前後区間の全面通行止に合わせて営業を休止し、施設の全面リニューアルを行っている。通行再開となった2010年3月20日に名称を現在の「道の駅萩往還」に改称した。通行再開時は駐車場・トイレ・松陰記念館のみの営業となり、2010年10月15日に物産販売施設や農産物直売所、レストランなどのリニューアルが完了した。

## 施設
駐車場は上下線別に設けられているが、駐車場・トイレ以外の施設はすべて下り線側（山口・美祢方面側）に集約されている。上下線の駐車場間は地下道で繋がっている。かつては車両のUターンはできなかったが、現在は上り線側からも下り線側駐車場に進入できる。
- 駐車場 : 66台
  - 普通車 : 57台
  - 大型車 : 7台
  - 身体障害者用 : 2台
- トイレ : 22器
  - 男 : 大 4器、小 6器
  - 女 : 10器
  - 身体障害者用 : 2器
- 公衆電話 : 4台
- レストラン : うどん茶屋「橙々亭」
- レストラン : 見蘭牛ダイニング「玄」（ミドリヤ直営）
- 売店 : 物産館（特産品）、野菜まあと（農産物）
- 休憩所
- 情報コーナー
- 郵便ポスト（萩郵便局）
- 松陰記念館
吉田松陰と松下村塾に関する資料を展示した施設。入場料は無料。

## 休館日
年中無休

## アクセス
- 山口県道32号萩秋芳線（旧萩有料道路）
  - 有料道路時代は上下線とも本線料金所の先に駐車場があり、道の駅利用の際は有料道路の料金を支払う必要があったが、道路の無料化に際して施設横の駐車場でUターンが可能になった。

## 周辺
- 大照院
- 萩城跡
- 松下村塾
- 松陰神社